# Campeonato Asiático de Corta-Mato de 1993
A 2ª edição do Campeonato Asiático de Corta-Mato ocorreu em 1993 na cidade de Jacarta na Indonésia. A categoria por equipe foi constituída com três atletas de cada nacionalidade.

## Medalhistas
Esses foram os resultados do campeonato. 
| Evento                      | Ouro                       | Prata                       | Bronze                 |
| --------------------------- | -------------------------- | --------------------------- | ---------------------- |
| Senior Masculino Individual | Hamid Sadjadi Irão         | Dinesh Kumar · Índia        | Fumio Ichi · Japão     |
| Senior Masculino por equipe | Índia                      | Sri Lanka                   | Indonésia              |
| Junior Masculino individual | Awadh Saleh Nasser · Iêmen | Anwar Omar Mohammed · Iêmen | Gheibali Mohebbi Irão  |
| Junior Masculino por equipe | Iêmen                      | Índia                       | Irão                   |
| Senior Feminino individual  | Minori Hayakari · Japão    | Junko Tsukamoto · Japão     | Kayoko Ogiwara · Japão |
| Senior feminino por equipe  | Japão                      | Índia                       | Vietname               |
| Junior Feminino individual  | Noriko Wada · Japão        | Kanako Haginaga · Japão     | Keiko Hatanaka · Japão |
| Junior Feminino por equipe  | Japão                      | Índia                       | Vietname               |

## Quadro de medalhas
| Ordem | País      | Ouro | Prata | Bronze |    |
| 1     | Japão     | 4    | 2     | 3      | 9  |
| 2     | Iêmen     | 2    | 1     | 0      | 3  |
| 3     | Índia     | 1    | 4     | 0      | 5  |
| 4     | Irão      | 1    | 0     | 2      | 3  |
| 5     | Sri Lanka | 0    | 1     | 0      | 1  |
| 6     | Vietname  | 0    | 0     | 2      | 2  |
| 7     | Indonésia | 0    | 0     | 1      | 1  |
| Total | Total     | 8    | 8     | 8      | 24 |